# Haru Natsu Aki Fuyu
Haru Natsu Aki Fuyu (春夏秋冬, Forår, sommer, efterår og vinter) er en enbinds manga fra 2007 af Eiki Eiki (tekst) og Taishi Zaou (tegninger). Den er ikke oversat til dansk, men Egmont Manga & Anime har udgivet en tysk oversættelse.
Bindet indeholder en række historier, der tidligere har været bragt i yuri-magasinerne Yuri Shimai (2004 – 2005) og Yuri Hime (2005 – ), og har som gennemgående tema homoseksuelle forhold mellem forskellige piger på Skt. Theresa Pigeskole. Ved udgivelsen blev der desuden tilføjet en afrundende historie, Spring, Summer, Fall, Winter og den uafhængige one-shot Her, som Taishi Zaou tidligere havde lavet til Yuri Shimai. Mangaen er uegnet for børn.
I Japan er mangaen dels udsendt i en normal version og dels i deluxe-udgave med medfølgende hørespil-cd med historierne Expressions of Love og She-Wolf.

## Historierne
- Expressions of Love (愛情表現 Oijou hyougen) – Den nye elev Akiho Shouya har problemer med kammeraten Haruka Shiraki, der insisterer på konstant at føle hende på brysterne. Men egentlig irriterer det Akiho mere, at Haruka også gør det med det andre piger og ikke bare holder sig til hende.
- She-Wolf (オンナオオカミ Onna Ookami) – Fuyaka Takashima er ny på skolen og bliver straks udset af Natsuki Matsuzaka, kaldet Hunulven, som dennes nye mål for overdrevet kærlighed. Men Fuyaka har haft dårlige oplevelser før, og de nye tilnærmelser tager hårdt psykisk på hende.
- First Kiss (First Kiss) – Skolesygeplejesken Reiko tænker tilbage på sit forhold til Ayano Makihara, der nu er lærer på skolen. De har begge haft affærer siden, men måske er deres gamle kærlighed alligevel ikke rustet.
- Little Red Riding Hood Strikes Back (逆襲の赤ズキンチャン Gyakuchuu no Akazukin-chan) – Fuyuka og Akiho lærer hinanden at kende og bliver gode venner, hvilket ikke passer Natsuki, der i forvejen har et fjendtligt forhold til Haruka. Men Fuyaka slår bogstavelig talt Natsuki tilbage.
- Spring, Summer, Fall, Winter (春夏秋冬 Haru Natsu Aki Fuyu) – De to par tager på en fælles tur til havet. Men der er stadig spændinger i luften.
- Her – Chiharu Inoue og kammeraten Miho Aida føler sig tiltrukket af hinanden og tænker hver især, at noget må være galt, uden at vide at følelserne er gengældte.

## Figurer
Mangaens navn er sammensat af ordene for de fire årstider, men hentyder også til de fire hovedpersoner, der er opkaldt efter dem:
- Haruka Shiraki (白木はるか Shiraki Haruka) efter haru (forår)
- Akiho Shouya (庄屋あきほ Shouya Akiho) efter aki (efterår)
- Natsuki Matsuzaka (松坂夏姫 Matsuzaka Natsuki) efter natsu (sommer)
- Fuyaka Takashima (高島冬華 Takashima Fuyaka) efter fuyu (vinter)

- Reiko (礼子 Reiko)
- Ayano Makihara (槙原綾乃 Makihara Ayano)

Ideen med at opkalde hovedpersoner efter årstider havde Taishi Zaou i øvrigt også tidligere benyttet i sin manga Family Complex, skrevet under navnet Mikiyo Tsuda.

## Manga
| Bind                                                   | Titel                                                                               | Udgivet i Japan | Japansk ISBN-nummer    |
| ------------------------------------------------------ | ----------------------------------------------------------------------------------- | --------------- | ---------------------- |
| -                                                      | Haru Natsu Aki Fuyu (春夏秋冬 Haru Natsu Aki Fuyu)                                  | 18. april 2007  | ISBN 978-4-7580-7011-9 |
| Normaludgave.                                          |                                                                                     |                 |                        |
| -                                                      | Haru Natsu Aki Fuyu Limited Edition (春夏秋冬 限定版 Haru Natsu Aki Fuyu Genteiban) | 18. april 2007  | ISBN 978-4-7580-7012-6 |
| Deluxe-udgave med andet omslag og vedlagt hørespil-cd. |                                                                                     |                 |                        |

## Hørespil-cd
| Titel | Udgivet        | Kodenr.   | Type     | Indhold og bemærkninger                                                                     |
| --- | -------------- | --------- | -------- | ------------------------------------------------------------------------------------------- |
| Haru Natsu Aki Fuyu Drama CD: Little Red Riding Hood Strikes Back (春夏秋冬ドラマCD：逆襲の赤ズキンチャン Haru Natsu Aki Fuyu Dorama CD: Gyakuchuu no Akazukin-chan) | 18. april 2007 | YURI-0004 | Drama-cd | Drama-cd vedlagt deluxe-udgaven af mangaen med historierne Expressions of Love og She-Wolf. |

### Stemmer
- Yukari Tamura - Haruka Shiraki
- Ryouko Shintani - Akiho Shouya
- Ayako Kawasumi - Natsuki Matsuzaka
- Mamiko Noto - Fuyuka Takashima
- Tomoko Kawakami - Reiko
- Megumi Nasu - Ayano Makihara

## Anmelderser
Samme år som mangaen udkom i Japan blev den anmeldt i Yuri & Yaoi Special fra tyske MangasZene:
"Eiki Eiki, forfatteren til de fleste historier, er ikke ligefrem kendt for dybdegående handlinger og personbeskrivelser, men byder på pæn, omend lidt løjerlig underholdning, der bliver omsat i Taishi Zaous vellykkede tegninger. Desværre er bindet hidtil kun tilgængeligt på japansk, men i betragtning af de to kunstnere popularitet også på det tyske marked er en oversættelse i det mindste ikke så usandsynlig som ved mange andre yuri-mangaer."
Profetien kom til at holde stik. I 2011 blev mangaen oversat til tysk under titlen Frühling, Sommer, Herbst und Winter. I AnimaniA's efterfølgende anmeldelse stod bl.a. følgende at læse:
"Bryster, bryster, bryster – nogle af heltinderne i Frühling, Sommer, Herbst und Winter har en håndfast fetish, der i øjnene på sensible elever – og læsere – klart lander i kategorien nervesønderslidende. Genrefans og folk der holder af solid humor fryder sig til gengæld over de interessante par og deres erotiske tilnærmelser. (...) Af og til formidler den fornøjelige lekture også alvorlige følelser, men tilbyder primært ligesom enkeltbindet Shojo Bigaku – Girl's Love simpel yuri-morskab for ældre læsere over 16 år."